# Jineologie

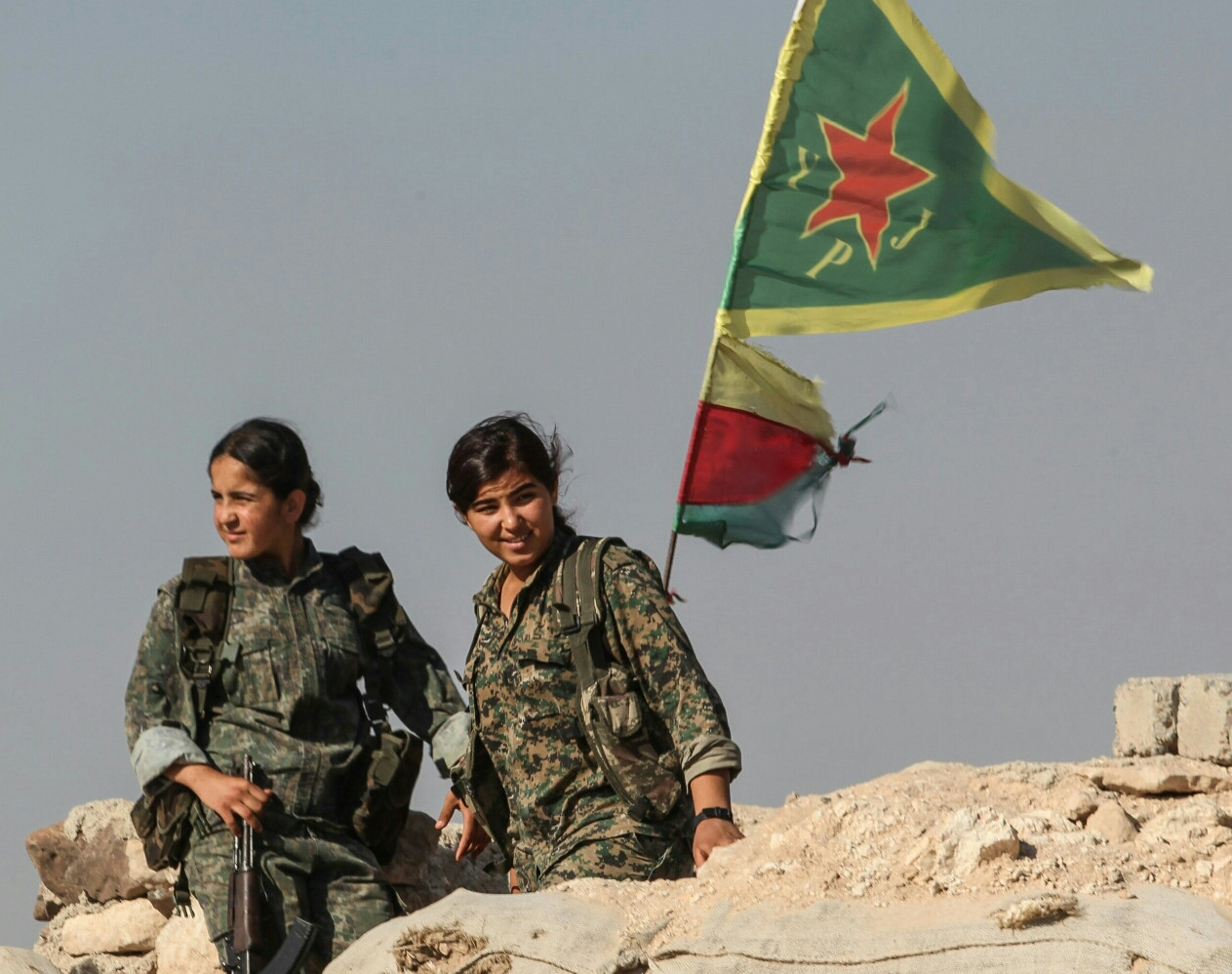
YPJ soldaten.

Jineologie (Koerdisch: jineoloji), de wetenschap van vrouwen of vrouwenwetenschappen, is een vorm van feminisme en gendergelijkheid die door Abdullah Öcalan wordt bepleit. Volgens Öcalan bepaalt de vrijheid van vrouwen de mate van vrijheid van een samenleving. Hij zei hier zelf over: "Een land kan niet vrij zijn als de vrouwen niet vrij zijn."

## Ideologie
Jineologie is een kritiek op de benadering van de positivistische sociale wetenschappen, die de structuren van staten, patriarchaat en kapitaal handhaven. Voor de bevrijdingsbeweging van de Koerdische vrouwen is jineologie de fundamentele theoretische onderbouwing van nieuwe vormen van sociale organisatie: het impliceert betrokkenheid bij linkse intellectuele tradities en nieuwe manieren om het menselijk verleden te bestuderen om het ontstaan van de marginalisering van vrouwen te begrijpen.

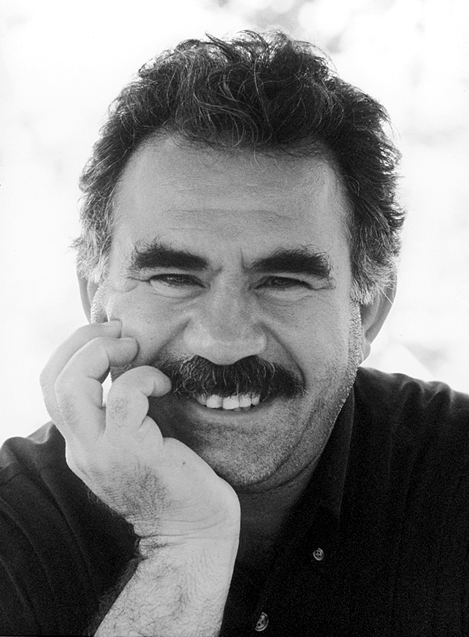
Abdullah Öcalan, de bedenker van de term jineologie.

## Geschiedenis
In de jaren negentig sprak PKK-leider Abdullah Öcalan zich in zijn artikelen uit over de bevrijding van de vrouwen. Zij werden "behandeld als slaven" en hun levens werden beperkt door mannelijke familieleden. Toen Öcalan in 1999 de gevangenis kwam broeide hij voort op zijn ideeën en bedacht hij de term jineologie. Zijn ideeën kregen effect en de linkse Koerdische politieke partij HDP kreeg twee leiders: een vrouw en een man. Ook de plaatsen die bestuurd worden door de HDP hebben een vrouwelijke en mannelijke co-burgemeester. Ook de vertegenwoordigende lichamen kregen een quota van veertig procent en werden er wetten tegen polygamie, kindhuwelijken en huiselijk geweld ingevoerd.